# Milchborntal

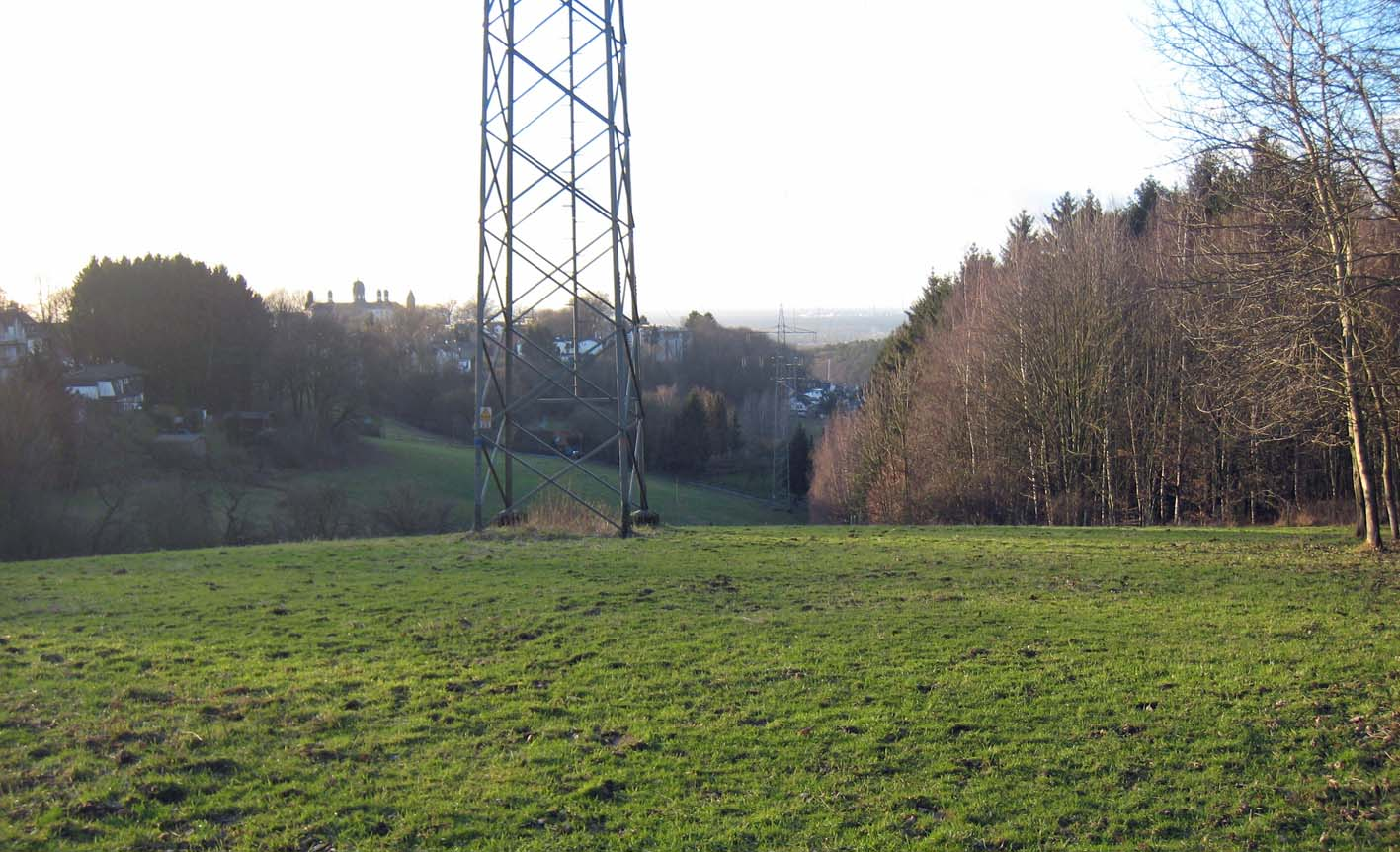
Blick von Moitzfeld in das Milchborntal, links im Hintergrund das Schloss Bensberg

Das Milchborntal erstreckt sich am südlichen Rand der Hardt von der Gladbacher Straße im Stadtteil Lückerath bis nach Neuenhaus im Stadtteil Moitzfeld von Bergisch Gladbach.

## Beschreibung
Zwischen der Überschiebung durch das Variszische Gebirge von Süden und der im Norden angrenzenden Paffrather Kalkmulde liegt das Milchborntal. In ganzer Länge wird es dabei durch den Milchbornbach durchflossen. Im westlichen Teil liegen der Kaiserliche Kirchhof und der Französische Kirchhof. Es folgt am nördlichen Hang die Grube Idria, bevor man in der Talsohle das Freibad Milchborntal erblickt. Im Anschluss daran folgt das Waldstadion Milchborntal. Weiter östlich kommt man zuerst an den Kadettenweiher. Ein kurzes Stück weiter befindet sich am Fuß der Erdenburg ein ausgedehnter Löschwasserteich. Hier kommt man auch in den Bereich der Grube Jungfrau. Ab jetzt steigt das Gelände immer mehr an. Schließlich muss man entweder den Weg nordwärts nach Grube Blücher oder geradeaus zu der Ortschaft Neuenhaus wählen.

## Bergbau
Im 18. und 19. Jahrhundert ist im Milchborntal an mehreren Stellen Bergbau betrieben worden.